# Victoire de l'album de musiques urbaines
La Victoire de l'album de musiques urbaines de l'année est une ancienne récompense musicale française décernée annuellement lors des Victoires de la musique de 2007 à 2019. Elle venait primer le meilleur album de musiques urbaines (rap, reggae, ragga, hip-hop, R'n'B, etc.), selon les critères d'un collège de professionnels. Sa création a mis fin aux changements récurrents des intitulés des multiples catégories consacrées à ces styles de musique. Toutefois, en 2019, une Victoire de l'album rap est attribuée séparément de la Victoire de musiques urbaines.

## Palmarès

### Avant 2007

#### Album rap ou groove de l'année
- 1999 : Panique celtique de Manau

#### Album rap, reggae ou groove de l'année
- 2000 : Les Princes de la ville de 113
- 2001 : Je fais c'que j'veux de Pierpoljak

#### Album reggae, ragga de l'année
- 2002 : The Real Don de Lord Kossity

#### Album R'n'B de l'année
- 2002 : R&B 2 rue de Matt Houston

#### Album rap, hip-hop de l'année
- 2002 : X Raisons de Saïan Supa Crew
- 2003 : Solitaire de Doc Gynéco
- 2004 : Brut de femme de Diam's

#### Album rap, hip-hop, R'n'B de l'année
- 2005 : 16/9 de Nâdiya

#### Album rap, ragga, hip-hop, R'n'B de l'année
- 2006 : Les Histoires extraordinaires d'un jeune de banlieue de Disiz la peste

### À partir de 2007
- 2007 : Gibraltar d’Abd al Malik
- 2008 : Chapitre 7 de MC Solaar
- 2009 : Dante d'Abd al Malik (2)
- 2010 : L'Arme de paix d'Oxmo Puccino
- 2011 : Château Rouge d'Abd al Malik (3)
- 2012 : Le Chant des sirènes d'Orelsan
- 2013 : Roi sans carrosse d'Oxmo Puccino (2)
- 2014 : Paris Sud Minute de 1995
- 2015 : Je suis en vie, d'Akhenaton
- 2016 : Feu, de Nekfeu
- 2017 : My World, de Jul
- 2018 : La fête est finie d'Orelsan[1] (2)
- 2019 : La Vie de rêve de Bigflo et Oli